# The Little Giant
The Little Giant — студійний альбом американського джазового саксофоніста Джонні Гріффіна, випущений у 1959 році лейблом Riverside.

## Опис
Ця дещо незвичеа сесія для тенор-саксофоніста Джонні Гріффіна під назвою The Little Giant містить три оригінальні композиції маловідомого на той час піаніста Нормана Сіммонса, рімейк порулярньої пісні «Playmates», «Lonely One» Бабса Гонсалеса, і власну «63rd Street Theme». Аранжування Сіммонса для трьох духових інструментів (серед яких трубач Блу Мітчелл і тромбоніст Джуліан Прістер) є яскравими; ритм-секція включає піаніста Вінтона Келлі, басиста Сема Джонса і ударника Альберта «Туті» Гіта, а сам Гріффін (який грає в складі тріо з Джонсом і Гітом на «Lonely One») перебуває у чудовій формі.

## Список композицій
1. «Olive Refractions» (Норман Сіммонс) — 4:17
2. «The Message» (Норман Сіммонс) — 7:24
3. «Lonely One» (Бабс Гонсалес) — 4:08
4. «63rd Street Theme» (Джонні Гріффін) — 7:35
5. «Playmates» (Саксі Дауелл) — 4:30
6. «Venus and the Moon» (Норман Сіммонс) — 6:32

## Учасники запису
- Джонні Гріффін — тенор-саксофон
- Блу Мітчелл — труба (1, 2, 4—6)
- Джуліан Прістер — тромбон (1, 2, 4—6)
- Вінтон Келлі — фортепіано (1, 2, 4—6)
- Сем Джонс — контрабас
- Альберт Гіт — ударні

Технічний персонал
- Оррін Кіпньюз — продюсер, текст
- Джек Хіггінс — інженкр
- Лоуренс Н. Шустак — фотографія
- Чарльз Стюарт, Пол Бейкон — дизайн [обкладинка]